# W. G. Snuffy Walden
Pour les articles homonymes, voir Walden.
W.G. Snuffy Walden, de son vrai nom William Garrett Walden, né le 13 février 1950 en Louisiane (États-Unis), est un guitariste et compositeur américain.

## Biographie
En 1972, il joue sur l'album Heartbreaker de Free sur trois chansons. Ensuite il forme le groupe Stray Dog qui ont publié 3 albums de 1973 à 1974 sur le nouveau label Manticore du groupe britannique Emerson, Lake & Palmer. Greg Lake a d'ailleurs produit des chansons pour le premier et le dernier album du groupe. Snuffy a aussi joué sur l'album solo de Peter Sinfield, ancien parolier de King Crimson, Still en 1973. Par la suite, il a joué sur une chanson de l'album Songs in the key of life de Stevie Wonder en 1976. Ensuite, en 1982 et 83, il joue sur les 2 derniers albums du Eric Burdon Band. Il a par la suite, composé et joué sur des musiques de films et de séries télévisées, il a même été acteur pour un film de 1985, Brother Dwayne and the Dwayneaires. 
Si W.G. Snuffy Walden a été embauché pour composer la musique de Thirtysomething, c'est parce que les producteurs de la série, Ed Zwick et Marshall Herskovitz, voulaient voir à quoi pouvait bien ressembler quelqu'un qui s'appelle « Snuffy ». Ils furent bien inspirés, puisque leur collaboration s'est poursuivie sur My So-Called Life, Relativity et Once and Again.[réf. souhaitée]

## Discographie
- Stray Dog :

Albums studio
- Stray Dog (1973) - Produit par Greg Lake et Stray Dog.
- While You're Down There (1973)
- Fasten Your Seat Belts (1974) - Produit par Greg Lake, avec Mel Collins à la flûte sur une chanson.

Compilation
- Stray Dog (1999) - Album 2 CD.

- Eric Burdon Band :
- Eric Burdon Band (1982) - Guitare et production
- Power Company (1983)

- Collaborations :
- 1972 : Heartbreaker de Free - Joue sur 3 chansons.
- 1973 : Still de Peter Sinfield. Snuffy Walden à la guitare sur cet album solo de l'ex-parolier de King Crimson, Peter Sinfield, avec aussi Greg Lake, Boz Burrell, John Wetton, Keith Tippett, Mel Collins et Ian Wallace entre autres. Joue sur Wholefood Boogie et Envelopes Of Yesterday.
- 1976 : Songs In The Key Of Life de Stevie Wonder - Guitare sur All Day Sucker.

- Solo :
- Music by... W. G. Snuffy Walden (2001)

- Compilations :
- Thirty something Soundtrack (1991)
- Babylon Minstrels (1992)
- The Stand (1994)
- My So Called Life Soundtrack (1995)
- A Winter's Solstice IV (1997)
- Celtic Christmas III (1997)
- The Carols of Christmas II (1997)
- Summer Solstice II (1998)
- Sounds of Wood & Steel (1998)
- Celtic Christmas IV (1998)
- Windham Hill 25 Years of Guitar : Touch (2001)
- A Winter's Solstice, Vol. 1: Silver Anniversary Edition (2001)
- A Windham Hill Christmas (2002)
- Windham Hill Chill: Ambient Acoustic (2003)
- Windham Hill Chill 2 (2003)
- Friday Night Lights Vol. 2 (2010)

## Filmographie

### Compositeur
- 1987 : Génération Pub (Thirtysomething) (série télévisée)
- 1988 : Les Années coup de cœur (The Wonder Years) (série télévisée)
- 1988 : Winnie (TV)
- 1988 : Roseanne (série télévisée)
- 1989 : Le Combat de Jane Roe (Roe vs. Wade) (TV)
- 1990 : The Outsiders (série télévisée)
- 1990 : Working Girl (série télévisée)
- 1990 : Liaison brûlante (Burning Bridges) (TV)
- 1990 : Guess Who's Coming for Christmas? (TV)
- 1991 : Un homme aux abois (The Chase) (TV)
- 1991 : Les Sœurs Reed (Sisters) (série télévisée)
- 1992 : Leaving Normal
- 1992 : Crossroads (série télévisée)
- 1992 : Wild Card (TV)
- 1992 : The Jackie Thomas Show (série télévisée)
- 1992 : The Good Fight (TV)
- 1993 : L'Amour adopté (en) (A Place to Be Loved) (TV)
- 1994 : La Rage au corps (Rise and Walk: The Dennis Byrd Story) (TV)
- 1994 : Tom (série télévisée)
- 1994 : La Loi de la Nouvelle-Orléans (Sweet Justice) (série télévisée)
- 1994 : Le Fléau (The Stand) (TV)
- 1995 : Homage (en)
- 1995 : Le Drew Carey Show (The Drew Carey Show) (série télévisée)
- 1995 : The Monroes (série télévisée)
- 1996 : Demain à la une (Early Edition) (série télévisée)
- 1996 : Les Enfants perdus (Homecoming) (TV)
- 1996 : A Friend's Betrayal (TV)
- 1997 : 413 Hope Street (413 Hope St.) (série télévisée)
- 1998 : Love Therapy (Cupid) (série télévisée)
- 1998 : Felicity (série télévisée)
- 1998 : Maggie Winters (série télévisée)
- 1999 : À la Maison-Blanche (The West Wing) (série télévisée)
- 1999 : Providence ("Providence") (série télévisée)
- 1999 : Roswell (série télévisée)
- 2000 : The Street (série télévisée)
- 2001 : First Years (série télévisée)
- 2002 : Une famille du tonnerre (George Lopez) (série télévisée)
- 2002 : Pour le meilleur et pour le pire (Hidden Hills) (série télévisée)
- 2002 : Boomtown (série télévisée)
- 2003 : The Brotherhood of Poland, New Hampshire (série télévisée)
- 2004 : Huff (série télévisée)
- 2005 : 1/4life (TV)
- 2005 : Surface (série télévisée)
- 2006 : Studio 60 on the Sunset Strip (série télévisée)
- 2006 : Friday Night Lights (série télévisée)
- 2013 : Under the Dome (série télévisée)

### Acteur
- 1985 : UFOria : Brother Dwayne and the Dwayneaires

## Distinctions
- 2000 - Emmy Award pour le thème d'ouverture d'À la Maison-Blanche